# Ngoại Tây Bắc
Ngoại Tây Bắc (tiếng Trung: 外西北; bính âm: Wài Xī Běi) dùng để chỉ khu vực mà đế quốc Nga có được từ nhà Thanh thông qua các điều ước bất bình đẳng như "điều ước Bắc Kinh", "điều ước biên giới ghi nhớ khảo sát Tây Bắc Trung-Nga", "điều ước biên giới Tháp Thành", "điều ước biên giới mới Tháp Thành", "điều ước Y Lê" hay "Điều ước Saint Petersburg. Tổng diện tích Ngoại Tây Bắc là khoảng 400.000-500.000 km². Trước đó, khu vực là một bộ phận lãnh thổ của người Vệ Lạp Đặc (người Oirat, người Mông Cổ Tây), hầu hết thời kỳ Càn Long, đây là nơi quân Thanh tây chinh Hãn quốc Zunghar (Chuẩn Cát Nhĩ).
Phía bắc của Ngoại Tây Bắc kéo dài đến Đường Nỗ Ô Lương Hải (Tannu Uriankhai, tức Tuva ngày nay) ở phía tây bắc của Ngoại Mông, phía nam đến hành lang Wakhan thuộc Afghanistan ngày nay. Sau khi Liên Xô tan rã, đại bộ phận vùng Ngoại Tây Bắc không còn thuộc lãnh thổ nước Nga, khu vực này nằm trải dài trên lãnh thổ các nước khác như Kazakhstan, Kyrgyzstan, Tajikistan. Thành phố lớn nhất của Kazakhstan là Almaty nằm trong phạm vi của Ngoại Tây Bắc. Ngoại Tây Bắc có nhiều hồ lớn như Zaysan, Alakol, Issyk Kul, Balkhash và các hồ khác.